# Núreddin (méltóság)
Núreddin (Krími tatár: nureddin, نور الدين), méltóságnév a Krími Tatár Kánságban, a kán és a kalga után a harmadik legfontosabb személy. A szó eredetileg egy arab férfinév, jelentése "a hit sugara". A címet 1578-ban hozta létre II. Mehmed Giráj. Minden trónra lépő kán kinevezett egy núreddint, mindig testvérei, fiai vagy unokaöccsei közül, így valamennyi núreddin a Giráj családhoz tartozott. Gyakran használták a núreddin-szultán megnevezést is.

## Fordítás
Ez a szócikk részben vagy egészben  a(z)   Нурэддин című orosz Wikipédia-szócikk ezen változatának fordításán alapul.  Az eredeti cikk szerkesztőit annak laptörténete sorolja fel. Ez a jelzés csupán a megfogalmazás eredetét és a szerzői jogokat jelzi, nem szolgál a cikkben szereplő információk forrásmegjelöléseként.